# Saucedilla (kommunhuvudort)
Saucedilla är en kommunhuvudort i Spanien.   Den ligger i provinsen Provincia de Cáceres och regionen Extremadura, i den centrala delen av landet, 180 km väster om huvudstaden Madrid. Saucedilla ligger 261 meter över havet och antalet invånare är 743.
Terrängen runt Saucedilla är platt åt nordväst, men åt sydost är den kuperad. Runt Saucedilla är det glesbefolkat, med 11 invånare per kvadratkilometer. Närmaste större samhälle är Navalmoral de la Mata, 12,5 km öster om Saucedilla. Trakten runt Saucedilla består till största delen av jordbruksmark.